# Петя Хайнрих
Петя Хайнрих (на немски: Petja Heinrich) е българска поетеса, преводачка, журналистка и блогърка, натурализирана германска гражданка.

## Биография
Петя Хайнрих е родена на 4 октомври 1973 г. в София. Завършва Първа английска гимназия, а след това журналистика в Софийския университет „Св. Климент Охридски“. От средата на 90-те години Петя Хайнрих работи като журналист и сътрудничи на различни медии в България. От 1996 г. живее си в Дюселдорф, Германия.
Редактор в немската и българската версии на електронно списание „Public Republic“, участва в екипа на дайджеста за литература и хора „Кръстопът“, сътрудничи на български и немски медии. Превежда поезия от и на немски. От 2007 г. списва личния си блог за поезия „мисли+думи“. Нейни стихове са публикувани в „Литературен вестник“, списание „Страница“, тримесечника за литература „Глоси“, в сайтовете „Public Republic“, „Грозни пеликани“, „Кръстопът“ и „DICTUM“, а също и в немскоезичното списание за поезия „Dulzinea“.
Създател и мотор на книжното списание само за поезия „НО ПОЕЗИЯ“, което излиза от 2013 г.
Участник в Созополския семинар по творческо писане на Фондация „Елизабет Костова“ (Созопол, 2011).
От 2019 г. е редактор на литературно списание „Текстил“, издавано от Нов български университет.

## Награди
Носител е на второ място в конкурса за стихотворение Славейкова награда за „Стихотворение, което твърди, че е написано единствено заради поезията, но пък и не отрича користните си цели“ (Трявна, 2010). Номинация за наградата „Христо Фотев“ за книгата „каза мари“ (Бургас, 2012), наградата „Николай Кънчев“ за книгата „Лотос“ (2014) и наградата „Иван Николов“ за книгата „Летни хитове“ (2022)